# Mosaico di foresta e savana del bacino del lago Vittoria
Il mosaico di foresta e savana del bacino del lago Vittoria è un'ecoregione dell'ecozona afrotropicale, definita dal WWF (codice ecoregione: AT0721), situata a nord e ad ovest del lago Vittoria.

## Territorio
È un'ecoregione di savana che occupa 165.800 km² in una fascia che cinge il lago Vittoria a nord e ad ovest, dall'ovest del Kenya, passando per il centro dell'Uganda, l'est della Repubblica Democratica del Congo, il nord-ovest della Tanzania e l'est del Ruanda, fino al nord-est del Burundi. Confina a nord con la savana sudanese orientale, a nord-est con la boscaglia e macchia di Acacia-Commiphora settentrionale, ad est con le foreste montane dell'Africa orientale e la boscaglia e macchia di Acacia-Commiphora meridionale, a sud con i boschi di miombo dello Zambesi centrale e ad ovest con le foreste montane della faglia albertina. Inoltre, appartiene all'ecoregione anche un'enclave situata a nord-est, lungo la frontiera tra Sudan del Sud ed Etiopia, circondata dalla savana sudanese orientale a nord e ad ovest, dalle foreste montane dell'Etiopia ad est, dalla boscaglia e macchia di Acacia-Commiphora somala a sud-est e dalla boscaglia e macchia di Acacia-Commiphora settentrionale a sud. La regione è caratterizzata da un clima tropicale di savana con stagioni secche assi marcate che vanno da dicembre a marzo e da giugno a settembre. Le temperature medie giornaliere massime sono di circa 29 °C e la piovosità media annua è di 1085 mm.

## Flora
La vegetazione, variabile a seconda dell'altitudine e della prossimità alle fonti d'acqua, può essere divisa in due categorie principali. A nord del Nilo, dominano praterie di savana con pochi alberi di Borassus, di Acacia o di foresta a galleria. A sud del Nilo, invece, predominano le zone di foresta aperta più o meno secca (Kigelia africana, Cynometra), che diviene più chiusa nella parte meridionale dell'ecoregione, dove regna la foresta equatoriale. Lungo i fiumi e i laghi si sviluppano paludi di papiri (Cyperus papyrus). Nell'ecoregione sono state censite oltre 310 specie di alberi e arbusti.

## Fauna

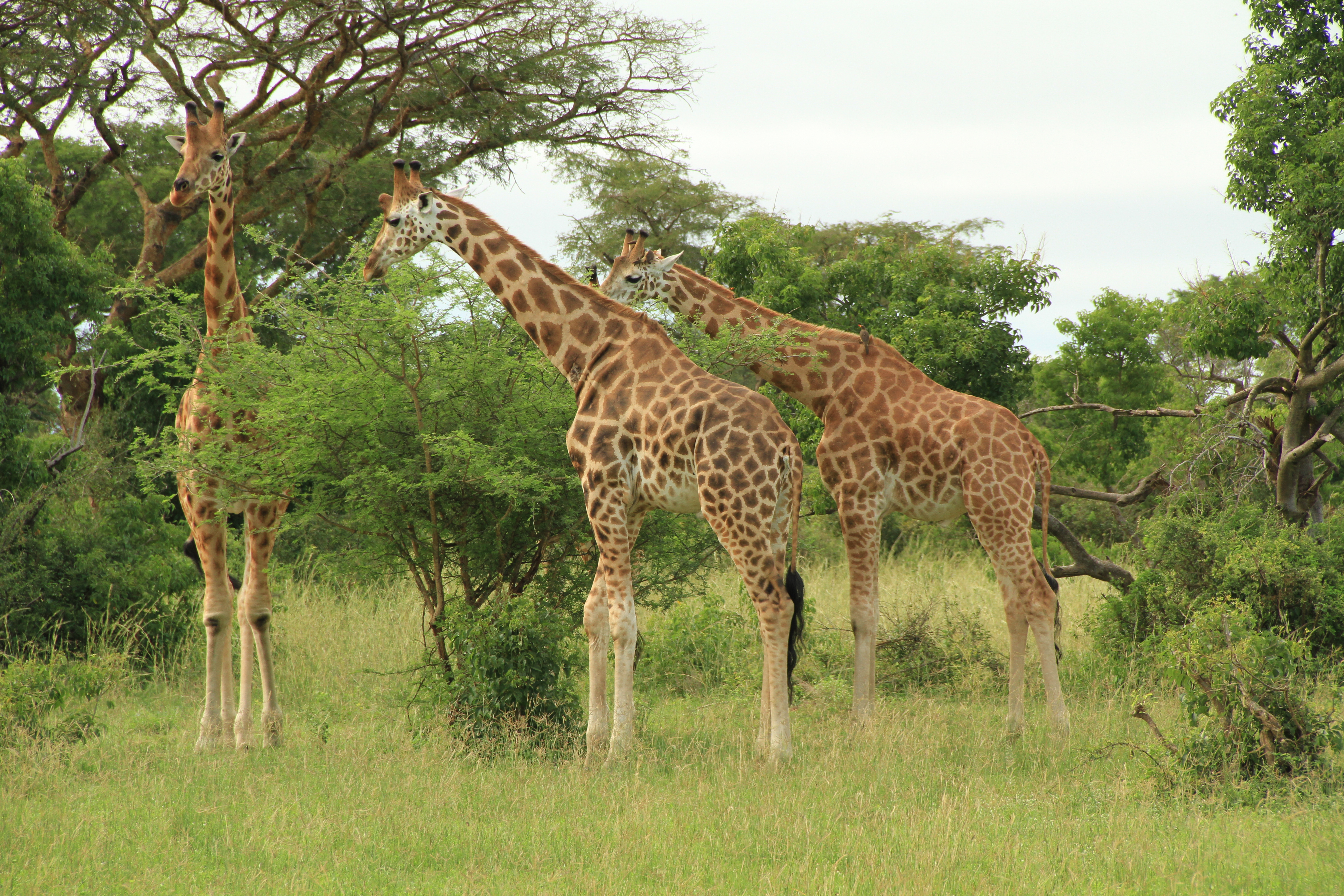
Giraffe nel parco nazionale delle Cascate Murchison, Uganda

La fauna è molto numerosa e comprende specie proprie sia delle foreste dell'Africa occidentale che delle savane di quella orientale. Sono state censite 280 specie di uccelli, 220 di farfalle e 100 di falene. A parte i rinoceronti bianchi (Ceratotherium simum), in corso di reintroduzione e presenti unicamente in pochi santuari protetti, gli erbivori sono rappresentati da elefanti (Loxodonta africana), facoceri (Phacochoerus africanus), giraffe (Giraffa camelopardalis), bufali (Syncerus caffer) e da numerose specie di antilopi come il tragelafo striato (Tragelaphus scriptus), il cobo (Kobus ellipsiprymnus), la redunca bohor (Redunca redunca) e l'alcelafo (Alcelaphus buselaphus). I predatori sono rappresentati dal leone (Panthera leo), dal leopardo (Panthera pardus), dalla iena maculata (Crocuta crocuta) e dallo sciacallo striato (Canis adustus). Tra i primati vi sono babbuini (Papio spp.), cercopitechi (Chlorocebus spp.), eritrocebi (Erythrocebus patas) e, nelle regioni ricoperte da foresta, colobi e scimpanzé comuni (Pan troglodytes). Enormi coccodrilli (Crocodylus niloticus) vivono nei fiumi e nel lago Vittoria, assieme a colonie di ippopotami (Hippopotamus amphibius). Nelle zone umide sono numerosi gli uccelli acquatici, come il becco a scarpa (Balaeniceps rex), la spatola africana (Platalea alba), la cicogna sellata (Ephippiorhynchus senegalensis) e il codone (Anas acuta). Tra le specie endemiche ricordiamo un uccello, il barbetto facciarossa (Lybius rubrifacies), e un rettile, l'agama di Mwanza (Agama mwanzae).

## Conservazione
L'ecoregione è considerata in pericolo critico: nel corso degli ultimi secoli, le foreste sono state perlopiù rimpiazzate da savane, campi coltivati e pascoli. È raro rinvenire zone di foresta al di fuori di aree protette quali il parco nazionale Queen Elizabeth. E perfino all'interno delle aree protette le poche chiazze di foresta rimaste sono piccole e frammentate. Gli abitanti continuano a sfruttare queste foreste sotto vari aspetti: gli alberi vengono abbattuti per ricavare legna da ardere, legname e materiali da costruzione, gli animali selvatici vengono cacciati a scopo alimentare, e le piante selvatiche vengono raccolte sia per scopo alimentare che per ricavare farmaci.